# Moe Dunford
Maurice Dunford, conocido como Moe Dunford (Irlanda, 11 de diciembre de 1987), es un actor irlandés.
Es conocido por su papel como el rey Æthelwulf en la serie de televisión Vikings, y por sus papeles en las películas
La matanza de Texas (2022),
Black ’47 (2018) y
Patrick’s day.

## Carrera
Dunford nació en la ciudad de Durgarvan, 205 km al suroeste de Dublín (Irlanda).
Comenzó su carrera en 2010 con la serie Los Tudor. Luego apareció en películas y series como Game of Thrones y la comedia An crisis.
Su papel más notable es el del rey Aethelwulf en Vikings y Patrick Fitzgerald en Patrick's Day.
En 2015 recibió un premio IFTA como mejor actor protagonista por Patrick’s day, y un premio EFP al representar a Irlanda en el Berlin Film Festival de 2015.

## Filmografía
- 2014: Patrick's Day como Patrick Fitzgerald
- 2016: The Flag como Mouse Morrisey
- 2016: Handsome Devil como Pascal
- 2017: Michael Inside como David
- 2017: The Lodgers como Dessie
- 2018: Black ’47 como Fitzgibbon
- 2018: The dig como Ronan Callahan
- 2018: Metal Heart como Dan
- 2018: Rosie roses como John Paul Brady
- 2019: Dark Lies the Island como Martin Mannion
- 2020: I am Patrick: the patron saint of Ireland como el narrador
- 2020: Angela's Christmas Wish como la voz del padre
- 2020: Knuckledust como Hard Eight
- 2021: Nightride como Budge
- 2022: La masacre de Texas como Richter
- 2024: Utopía como Damon